# Sparkman
Sparkman – miasto w Stanach Zjednoczonych, w stanie Arkansas, w hrabstwie Dallas.